# Титова Євдокія Іванівна
Євдокія Іванівна Титова (23 лютого 1927, село Костянтинівка, тепер Горностаївського району Херсонської області — ?) — українська радянська діячка, токар Конотопського електромеханічного заводу «Червоний металіст» Сумської області. Депутат Верховної Ради СРСР 6—7-го скликань.

## Біографія
Народилася в родині робітника. Під час німецько-радянської війни перебувала в евакуації, у 1942 році закінчила сім класів середньої школи міста Сталінграда. У 1945 році закінчила Петровське ремісниче училище Саратовської області РРФСР.
З 1945 року — токар Петровського судноремонтного заводу, машиніст на одному із заводів міста Сталінграда.
З 1953 року — токар Конотопського електромеханічного заводу «Червоний металіст» Сумської області.
Потім — на пенсії у місті Конотопі Сумської області.

## Нагороди та звання
- медалі